# Odessa (organisation)
Pour les articles homonymes, voir Odessa (homonymie).
Odessa (acronyme de : Organisation der ehemaligen SS-Angehörigen, « Organisation des anciens membres SS ») est un réseau d'exfiltration d'anciens nazis fondé en 1946.
Le nom est porté à l'attention du public grâce au roman de Frederick Forsyth, Le Dossier Odessa (The Odessa File, 1972), pour lequel l'auteur reçut les conseils du chasseur de nazis Simon Wiesenthal.
L'OSS (les services secrets américains de l'époque) avait baptisé « réseau Odessa » ce système perfectionné d'aide aux fugitifs nazis qui bénéficiaient de papiers d'identité et d'argent. Comme le souligne Simon Wiesenthal : « Les Américains étaient incroyablement doués pour se faire embobiner par les Allemands ! Et de la même façon que les nazis ont organisé le génocide, ils ont parfaitement organisé la fuite des assassins. »

## La fiction de Frederick Forsyth
À partir de la réalité historique, Forsyth imagine un réseau, établi par un groupe de SS pour évacuer des criminels de guerre allemands et leurs familles vers le Moyen-Orient et l'Amérique latine.
Le journaliste allemand Guido Knopp a travaillé sur ces différentes filières d'évasion (Rattenlinien en allemand, rat-lines en anglais, littéralement « routes des rats »), souvent éphémères et organisées par des services secrets occidentaux en échange d'une lutte contre l'Union soviétique : le CIC américain, le réseau d'espionnage de Reinhard Gehlen (ancien de la Wehrmacht devenu premier président du BND), etc.

## Postérité du nom
- Dès 1968, le roman Magie noire à New York de Gérard de Villiers citait une organisation similaire.
- Le Dossier Odessa, film de 1974.
- Histoire sans héros : Vingt Ans après, bande dessinée de Jean Van Hamme et Dany, éd. du Lombard 1997.
- La Ligne des Rats, de Sylvain Forge, roman publié aux éditions Odin 2009.
- La Deuxième Vie du colonel Schraeder (Pursuit), film de Ian Sharp (1989) raconte l'histoire d'un officier nazi qui se fait passer pour juif à la fin de la guerre et devient général israélien, bientôt rattrapé par l'organisation Odessa qui lui demande de trahir Israël.
- La route des rats, roman de Jacques Primault (2013) évoque la recherche des criminels nazis en Amérique du Sud par un jeune français employé par les services secrets.
- Je suis Pilgrim, roman de Terry Hayes (2015) évoque le réseau lors de la découverte d'un potentiel point de fuite.
- La Malédiction des trente deniers, bande dessinée, dans les aventures de Blake et Mortimer, mentionne le réseau pour expliquer la réapparition d'un ancien chef nazi, le colonel Rainer Von Stahl.
- Uki Goñi, The Real Odessa, Granta Books, Londres-New York, 2002 (version espagnole : La auténtica Odessa, Paidós, Barcelone-Buenos Aires, 2002).

## Une fiction élaborée sur des bases réelles
Pour des informations historiques sur le sujet, voir :
- Réseaux d'exfiltration nazis
- Hilfsgemeinschaft auf Gegenseitigkeit der ehemaligen Angehörigen der Waffen-SS